# نومتو
نومتو (روسی: Нумто) یک دریاچه در ناحیه خودگردان خانتی-مانسی کشور روسیه است..